# Norman H. Gibbs
Norman Henry Gibbs (* 17. April 1910 in London; † 20. April 1990) war ein britischer Militärhistoriker.

## Leben
Gibbs studierte am Magdalen College der University of Oxford. Von 1934 bis 1936 war er Assistant Lecturer am University College London. Danach war er Fellow und Tutor in Modern History am Merton College der University of Oxford. Von 1939 bis 1945 diente er im Zweiten Weltkrieg u. a. bei den 1st The Queen’s Dragoon Guards und in der Historical Section des War Cabinet Office. Von 1953 bis 1977 war er Chichele Professor of the History of War am All Souls College der University of Oxford. Danach wurde er Emeritus Fellow. Zu seinen akademischen Schülern gehörten u. a. John Hattendorf, Robert S. Jordan, Malcolm H. Murfett, Robert J. O’Neill, George Peden, Nicholas Rodger, Charles Townshend und Jehuda Wallach.
Darüber hinaus war er Chairman im Naval Education Advisory Committee sowie Mitglied im International Council des Institute for Strategic Studies, des Council der Royal United Services Institute, Research Associate des Center for International Studies der Woodrow Wilson School of Public and International Affairs der Princeton University. 1975/76 war er Visiting Professor an der University of New Brunswick, 1978/79 an der United States Military Academy in West Point und von 1982 bis 1984 an der National University of Singapore.

## Auszeichnungen
- 1979: Outstanding Civilian Service Medal des US Department of the Army

## Schriften (Auswahl)
- Makers of England (1935)
- The British Cabinet system (1952)
- The origins of Imperial defence (1955)
- Grand strategy: rearmament policy (1976)